# Anna Monta Olek
Anna Monta Olek (Hannover, 21 agosto 2002) è una judoka tedesca.

## Carriera
Ai mondiali di Budapest 2025 si è laureata vice campionessa del mondo, perdendo in finale contro Alice Bellandi. Vanta anche due medaglie d'oro ai Grand Slam (Judo Grand Slam Abu Dhabi nel 2024 e Judo Grand Slam Baku nel 2025) e due medaglie ai Campionati europei nel 2025, avendone vinta una d'argento nei -78 kg e una di bronzo nella gara a squadre miste.

## Palmarès
- Mondiali

Budapest 2025: argento nei -78 kg.
- Europei

Podgorica 2025: argento nei -78 kg, bronzo nella gara a squadre miste.
- Grand Slam IJF

Abu Dhabi 2022: bronzo nei -78 kg.
Baku 2024: bronzo nei -78 kg.
Astana 2024: argento nei -78 kg.
Abu Dhabi 2024: oro nei -78 kg.
Baku 2025: oro nei -78 kg.
Tashkent 2025: bronzo nei -78 kg.
- Grand Prix IJF

Dushanbe 2023: oro nei -78 kg.
Odivelas 2024: oro nei -78 kg.
Linz 2024: oro nei -78 kg.
- Mondiali giovanili

Olbia 2021: oro nei -78 kg.
Olbia 2021: bronzo nella gara a squadre miste.
Guayaquil 2022: bronzo nella gara a squadre miste.
- Europei U23

Piła 2024: bronzo nella gara a squadre miste.
- Europei giovanili

Lussemburgo 2021: oro nei -78 kg.
- Festival olimpico della gioventù europea

Baku 2019: bronzo nei -70 kg e nella gara a squadre miste.